# Schach auf 6×6 Feldern

Neben zahlreichen Varianten des Schachspiels auf vergrößerten Feldern oder mit Märchenschachfiguren wurden auch etliche kleinfeldrige Varianten entwickelt. In allen 6×6-Varianten haben die Bauern keinen anfänglichen Doppelschritt und daher auch keine Möglichkeit zum en passant-Schlagen. FIDE-Figuren, die in der Ausgangsstellung fehlen, können auch nicht durch Umwandlung von Bauern entstehen. Im Übrigen gelten die Regeln des klassischen Schachspiels. Die Rochade ist nicht in allen Varianten möglich. Zu den nachstehend vorgestellten Varianten kommen noch weitere, die nicht nur FIDE-Figuren enthalten, sondern auch Märchenschachfiguren. Die bekannteste Variante ist das Los-Alamos-Schach, das ohne Läufer gespielt wird. Haynie's Primary ist sozusagen der Gegenentwurf zum Los-Alamos-Schach, hier wird statt auf die Läufer komplett auf die Springer verzichtet.
Eine weitere Variante ist das Diana- oder Ladies-Schach. Es wurde von Hopward schon 1870 vorgestellt. Es gibt dabei keine Damen, weder initial noch durch Umwandlung, und anfänglich nur einen Springer, der in der Ausgangsstellung das Feld der Dame (neben dem König) einnimmt. Die Rochade findet unter den üblichen Bedingungen statt. Sehr ähnlich ist die 1969 vorgestellte Variante von Serge L'Hermitte, die den gleichen Figurensatz wie das Diana-Schach benutzt. Jedoch stehen Könige und Springer einander nicht direkt gegenüber, die Startanordnung ist zentralsymmetrisch (durch den Mittelpunkt des Brettes, nicht die Mittellinie gespiegelt). Zusätzlich dürfen die Springer während der ersten drei Züge nicht gezogen werden, und der König kann das Ausgangsfeld des Springers betreten, ohne das Recht zur Rochade zu verlieren.
Das Los-Alamos-Schach ist bekannt als einer der ersten Versuche, einem Computer das Schachspiel beizubringen. Es wurde 1956 auf dem Großcomputer MANIAC I implementiert.
Wardley stellte 1977 das Simplere Schach (engl. „Simpler Chess“) in mehreren Varianten vor, bei denen je eine Gruppe der FIDE-Figuren entfernt wird, also entweder die Türme, Läufer, Springer oder auch Könige und Damen zusammen. Ohne die Läufer hat man Los-Alamos-Schach, ohne die Springer erhält man Haynie's Primary. Spielt man ohne Könige und Damen, so wird die Variante Electra genannt. Mit der Dame und einem Springer, aber ohne König auf jeder Seite, nennt man die Variante Minerva. Wo die Könige fehlen, wird bis zum Verlust des letzten Steines gespielt, andernfalls gilt das Matt als Sieg.
Jeff Mallett führte die Variante „Springer gegen Läufer“ ein, bei der Schwarz über die Läufer, Weiß dagegen über die Springer verfügt. Auf dem Standard-Brett gelten die Läufer als stärker und wertvoller als die Springer, auf diesem kleineren Brett geht man davon aus, dass beide Figuren ebenbürtig sind.
Eine weitere, exotische Variante namens Sylvia verzichtet auf die Bauern und besetzt deren Reihe stattdessen komplett mit Springern.